# Nell Irvin Painter
Nell Irvin Painter (nascida Nell Elizabeth Irvin - 2 de agosto de 1942) é uma historiadora americana notável por seus trabalhos sobre a história do sul dos Estados Unidos do século XIX. Ela está aposentada da Universidade de Princeton como Edwards Professor of American History Emerita. Ela atuou como presidente da Organização de Historiadores Americanos e como presidente da Associação Histórica do Sul, e foi nomeada presidente do conselho de administração da MacDowell em 2020.

## Biografia
Ela nasceu como Nell Irvin em Houston, Texas, filha de Dona Lolita (McGruder) Irvin e Frank Edward Irvin. Sua mãe se formou no Houston College for Negroes (1937) e depois ensinou nas escolas públicas de Oakland, Califórnia . Seu pai teve que abandonar a faculdade em 1937 durante a Grande Depressão ; ele acabou treinando para trabalhar como técnico de laboratório. Ele trabalhou por anos na Universidade da Califórnia, Berkeley, onde treinou muitos estudantes em técnicas de laboratório. Ela tinha um irmão mais velho, Frank, que morreu jovem.
Sua família se mudou para Oakland, Califórnia, quando ela tinha dez semanas de idade. Eles faziam parte da segunda onda da Grande Migração de milhões de afro-americanos do extremo sul para os centros urbanos; das décadas de 1940 a 1970, muitos migraram para a Costa Oeste em busca de empregos relacionados à crescente indústria de defesa, especialmente na Califórnia. Alguns de seus parentes estavam na Califórnia desde a década de 1920.

## Educação
Painter frequentou as Escolas Públicas de Oakland, incluindo a Oakland Technical High School, na qual se formou em 1959.
Ela obteve seu bacharelado em antropologia pela Universidade da Califórnia, Berkeley, em 1964. Durante seus anos de graduação, ela estudou história medieval francesa na Universidade de Bordeaux, França, 1962-1963. Como pós-graduada, ela também estudou no exterior no Instituto de Estudos Africanos da Universidade de Gana, 1965-1966. Em 1967, ela completou um mestrado na Universidade da Califórnia, Los Angeles . Em 1974, ela obteve um mestrado e doutorado. na Universidade de Harvard.
Após sua aposentadoria de Princeton, Painter retornou à escola na Mason Gross School of the Arts na Rutgers University, onde recebeu um BFA em arte em 2009. Em seguida, ela ganhou um MFA em pintura da Rhode Island School of Design em 2011. Seu primeiro livro de memórias, Old in Art School, reflete sobre essa experiência.

## Carreira
Depois de receber seu Ph.D., Painter trabalhou como professora assistente e depois professora associada na Universidade da Pensilvânia . De 1980 a 1988 foi professora de história na Universidade da Carolina do Norte em Chapel Hill . Em 1988 tornou-se professora de história na Universidade de Princeton . Em 1990-91, ela foi diretora interina do Programa de Estudos Afro-Americanos de Princeton e, em 1991, foi nomeada Professora Edwards de História Americana. De 1997 a 2000 foi diretora do Programa de Estudos Afro-Americanos.Ela atuou como professora em Princeton até sua aposentadoria em 2005.

## Publicações
Painter escreveu os seguintes oito livros a partir de 2018. Além disso, ela escreveu muitas resenhas, ensaios e artigos. Seu último ensaio (de 2020, chamado My Corona Occupation) é sobre sua experiência em fazer arte e escrever durante a pandemia. [leia mais em macdowellcolony.org
- Exodusters: Black Migration to Kansas After Reconstruction. [S.l.]: Norton. 1976. ISBN 978-0-393-00951-4
- The Narrative of Hosea Hudson: His Life as a Negro Communist in the South. [S.l.: s.n.] 1979. ISBN 978-0674601109
- Standing at Armageddon: The United States, 1877–1919. [S.l.]: W. W. Norton. 1989. ISBN 978-0-393-30588-3
- Sojourner Truth: A Life, a Symbol. [S.l.]: W.W. Norton. 1997. ISBN 978-0-393-31708-4
- Southern History Across the Color Line. [S.l.]: UNC Press Books. 2002. ISBN 978-0-8078-5360-3
- Creating Black Americans: African-American History and Its Meanings, 1619 to the Present. [S.l.]: Oxford University Press. 2005. ISBN 978-0-19-513755-2
- The History of White People. [S.l.]: W. W. Norton. 2010. ISBN 978-0-393-07949-4 A 'New York Times bestseller.[12]
- Old in Art School: A Memoir of Starting Over. Counterpoint Press, 2018. ISBN 978-1640090613.

Além de sua escrita, ela cria arte em torno da discriminação contra afro-americanos e exibe esse trabalho em seus eventos anuais de arte. http://www.nellpainter.com/art.html

## Reconhecimento
Painter recebeu títulos honorários do Dartmouth College, Wesleyan University e Yale University, entre outras instituições. Em 1986 ela recebeu um Prêmio Candace da Coalizão Nacional de 100 Mulheres Negras .

## Vida pessoal
Em 1989, Painter casou-se com o estatístico Glenn Shafer, co-criador da teoria Dempster-Shafer. 